# 오야부 타카
오야부 타카(일본어: 大薮 丘, 1995년 8월 8일 ~ )는 일본의 배우이다.